# Cerkev Kajaani
Cerkev Kajaani (finsko Kajaanin kirkko) je cerkev v mestu Kajaani na Finskem. Arhitekt Jac Ahrenberg jo je zgradil leta 1896 v neogotskem slogu.

## Zgodovina
Sedanja cerkev je bila zgrajena na mestu starejše, ki je bila prvotno zgrajena leta 1656 in uničena s strani Rusov leta 1716 v času, ko je bil uničen grad Kajaani. Druga cerkev je bila zgrajena med letoma 1734 in 1935 in je župniji služila 160 let, dokler je ni nadomestila nova Ahrenbergova cerkev.

## Arhitektura
Cerkev, zgrajena iz lesa, ima ladjo, obkroženo z dvema ladjama, ima tudi vitek zvonik. Okrašena je z rezbarijami v angleškem gotskem slogu.

## Poštne znamke
7. julija 1951 je bila na Finskem v počastitev 300. obletnice mesta Kajaani objavljena znamka v vrednosti 20 mark. Znamka prikazuje grad Kajaani (1619–1717) na otoku Ämmäkoski, zgrajen pod vodstvom Isaka Rasmusenpoje med letoma 1604 in 1619, elektrarno Koivukoski in cerkev Kajaani Jaca Ahrenberga (1896) ter zasnovane stolpe mestne hiše Kajaani avtor Engel.
- Znamka Kajaani ob 300. obletnici